# Park Jung-su

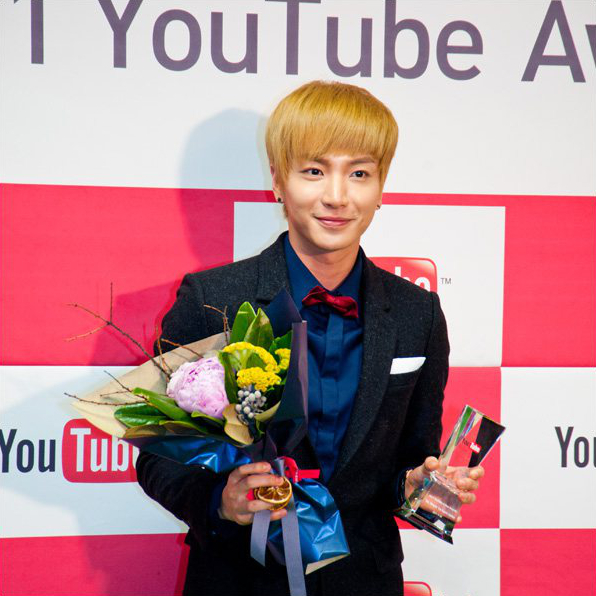
Leeteuk (2011)

Leeteuk (* 1. Juli 1983 in Seoul als Park Jung-su) ist ein südkoreanischer Sänger und Schauspieler. Er ist ein Mitglied der Boyband Super Junior und der Subgruppen Super Junior-T und Super Junior-H.

## Leben
Leeteuk ist das jüngere von zwei Kindern. Seine ältere Schwester Park Inyoung (* 1982) ist ebenfalls als Sängerin tätig. Seine Eltern ließen sich 1988 scheiden. 2014 beging sein Vater Park Yong einen erweiterten Selbstmord, bei dem er seine Eltern mit in den Tod riss, nachdem er jahrelang an Depressionen gelitten hatte. Bevor diese Informationen bekannt wurden, sprach SM Entertainment allerdings von einem tödlichen Autounfall.
Nachdem er 2000 einen Vertrag bei SM Entertainment abgeschlossen hatte, wurde er dort nach mehreren kleineren Werbeauftritten ins Training aufgenommen. 2003 wurde Leeteuk Mitglied in der Boyband Smile, welche allerdings kurze Zeit später aufgelöst wurde. Er und Donghae wurden daher zur Gruppe Super Junior zugeteilt. In dieser entwickelte er sich aufgrund seines Alters bald zum Leiter.
Im November 2005 debütierte die Gruppe Super Junior mit zwölf Mitgliedern. Das Debütalbum erreichte Platz 3 in den koreanischen Albumcharts. 2006 kam mit Cho Kyu-hyun ein dreizehntes Mitglied in die Boyband. Während Leeteuk mit Super Junior weiterhin Erfolge feiern konnte, wurde er von SM Entertainment 2007 in eine neue Subgruppe von Super Junior eingeteilt, die sich mit der Musikrichtung Trot befasste, und deshalb Super Junior-T genannt wurde. 2008 wurde er in einer weiteren Subgruppe mit dem Namen Super Junior-H eingesetzt. Diese war allerdings nur mäßig erfolgreich und wurde noch im selben Jahr aufgelöst.

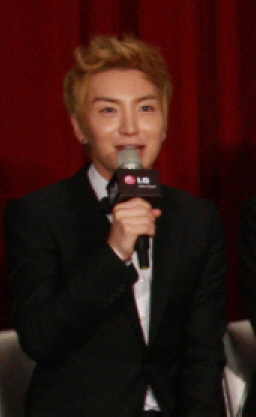
Leeteuk während einer Pressekonferenz (2011)

Am 19. April 2007 war Leeteuk mit ein paar seiner Teamkollegen in einen Unfall verwickelt, der durch das Platzen des linken Vorderreifens verursacht wurde. Daraufhin schlitterte der Wagen noch etwa 30 Meter weiter. Dabei zog er sich starke Verletzungen zu, so hatte er unter anderem Glassplitter über seinen Augen und im Rücken, sodass er ins Krankenhaus eingeliefert und mit über 170 Stichen genäht werden musste. Am 30. April 2007 wurde er aus dem Krankenhaus entlassen.
Neben seiner Gesangskarriere war Leeteuk von 2006 bis 2011 mit seinem Bandmitglied Eunhyuk als Radio-DJ tätig. Sie hatten eine eigene Sendung welche Sukira genannt wurde und noch bis heute existiert. Auch im Fernsehen war er seit 2009 in mehreren Sendungen zu sehen.
Für das sechste Album von Super Junior Sexy, Free & Single, welches 2012 erschien, war Leeteuk erstmals als Songwriter tätig, so schrieb er den Song Only U.
Im September 2011 wurde Leeteuk auf den Listen zum südkoreanischen Armeedienst gelistet. So wurde er am 30. Oktober 2012 eingezogen und musste somit seine Aktivitäten bei Super Junior unterbrechen. Im Januar 2013 spielte er in einem Musical fürs Militär mit. Nach 21 Monaten wurde Leeteuk am 29. Juli 2014 aus dem Armeedienst entlassen.
Nach dem Ende des Armeedienst begab sich Leeteuk sofort ins Tonstudio, um an einem Super Junior-Album zu arbeiten. Im November 2014 war Leeteuk mit zwei seiner Bandmitglieder für die Realityshow One fine Day zu sehen. Mit dem Studioalbum Devil, welches im Juli 2015 erschien, feierte er mit Super Junior-T sein Comeback.
2017 veröffentlichte die Gruppe schließlich ohne Kyuhyun, Ryeowook, Kangin und Sungmin ihr lang erwartetes achtes Album Play mit der Single Black Suit. Seit 2017 gibt es außerdem die Realityshow Super TV, die bis heute 2 Staffeln hat.
2018 kollaborierten sie mit den Latin-Pop Sängern Leslie Grace und Reik für die Lieder Lo Siento und Otra Vez für das Repackage ihres achten Albums Play und ein Mini-Album.

## Diskografie

### Soundtrack
| Jahr | Song        | Album                          | Anmerkung         |
| ---- | ----------- | ------------------------------ | ----------------- |
| 2011 | "Grumbling" | MBC Enjoy Today OST            | Duett mit Krystal |
| 2012 | "Bravo"     | SBS History of a Salaryman OST | Duett mit Key     |

### Songwriter
| Song                | Gruppe       |
| ------------------- | ------------ |
| I am                | Super Junior |
| All My Heart        | Super Junior |
| Andante (안단테)    | Super Junior |
| Only U              | Super Junior |
| 진심 (All My Heart) | Super Junior |

## Filmografie

### Filme
| Jahr | Titel                                                    | Rolle            |
| ---- | -------------------------------------------------------- | ---------------- |
| 2007 | Attack on the Pin-Up Boys                                | Schulmaskottchen |
| 2010 | Super Show 3 3D                                          | Er selbst        |
| 2012 | I AM. - SM Town Live World Tour in Madison Square Garden | Er selbst        |
| 2013 | Super Show 4 3D                                          | Er selbst        |

### Fernsehserien
| Jahr | Serie                             | Fernsehsendung |
| ---- | --------------------------------- | -------------- |
| 2000 | All About Eve                     | MBC            |
| 2006 | Rainbow Romance                   | MBC            |
| 2006 | Super Junior Mini-Drama           | Mnet           |
| 2008 | Super Junior Unbelievable Story   | MBC            |
| 2011 | Dream High                        | KBS            |
| 2011 | The Women of Our Home             | KBS            |
| 2012 | "Salamander Guru and The Shadows" | SBS            |

### Fernsehshows
| Jahr                 | Titel                          | Fernsehsender |
| -------------------- | ------------------------------ | ------------- |
| 2005–08              | M! Countdown                   | Mnet          |
| 2005–06              | Super Junior Show              | Mnet          |
| 2007–08              | Explorers of the Human Body    | KBS           |
| 2008                 | Unbelievable Outing (Season 3) | ComedyTV      |
| 2008                 | Idol Show                      | MBC           |
| 2009–10              | Challenge Golden Ladder        | KBS           |
| 2009                 | Challenge! Good Song           | KBS           |
| 2009–10              | Oh! Brothers                   | SBS           |
| 2009–2012            | Strong Heart                   | KBS           |
| 2010–11              | Enjoy Today                    | MBC           |
| 2010–11              | Super Junior’s Foresight       | KBS           |
| 2011–2012, seit 2015 | Star King                      | SBS           |
| 2014                 | Running Man                    | SBS           |
| 2015                 | I Can See Your Voice           | Mnet          |

### Reality-Shows
| Jahr      | Titel                         | Fernsehsender |
| --------- | ----------------------------- | ------------- |
| 2006      | Mystery 6                     | Mnet          |
| 2006      | Princess Diary                | Mnet          |
| 2006      | Super Junior Full House       | SBS           |
| 2006      | Super Adonis Camp             | Mnet          |
| 2007–08   | Leeteuk’s Love Fighter        | —             |
| 2008      | Bachelor While on a Date      | Mnet          |
| 2008      | Introducing Star’s Friend     | MBC           |
| 2009      | Miracle                       | KBS           |
| 2009      | Lord of the Rings             | MBC           |
| 2010      | Love Chaser                   | MBC           |
| 2011      | Sistar & LeeTeuk’s Hello Baby | KBS           |
| 2011–2012 | We Got Married (Season 3)     | MBC           |
| 2015      | One Fine Day (Winter Special) | MBC           |

### Radio
| Jahr      | Titel                                  |
| --------- | -------------------------------------- |
| 2006–2011 | Super Junior’s Kiss the Radio (Sukira) |